# Kateřina Galíčková
Kateřina Galíčková (* 21. února 2000 Prostějov) je česká trojková basketbalistka z klubu Basket Žabiny Brno, na letních olympijských hrách mládeže 2018 v argentinském Buenos Aires získala stříbrnou medaili ve střelbě na koš a ve světovém žebříčku basketbalistek 3x3 do 18 let se v roce 2017 umístila na prvním místě. V roce 2017 získala s Českou basketbalovou reprezentací 3x3 do 18 let stříbrnou medaili na světovém šampionátu pořádaném v Číně. Ve volném čase se věnuje vaření a cestování.